# Diego Abad de Santillán
Sinesio Baudilio García Fernández (Reyero, León, 20 de mayo de 1897-Barcelona, 18 de octubre de 1983), conocido bajo el seudónimo de Diego Abad de Santillán, fue un militante anarquista, escritor y editor español, figura prominente del movimiento anarcosindicalista en España y Argentina.

## Biografía
A los ocho años de edad emigró a la Argentina junto con sus padres, Donato García Paniagua y Ángela Fernández, donde realizó estudios en una escuela comercial y trabajó como peón de albañil, herrero y ayudante ferroviario. Regresó a España en 1912, y tras terminar el bachillerato en León, marchó a Madrid, ingresando a la universidad en 1915 para estudiar Filosofía y Letras. Allí fue puesto en prisión por un año y medio en la Cárcel Modelo, luego de la huelga general de 1917, y fue durante su estancia en prisión cuando se acercó de forma decisiva al movimiento obrero de carácter anarquista. Santillán quedó impresionado por la calidad moral de los obreros anarquistas, lo que posteriormente lo llevó a formular una interpretación ética y social del anarquismo. Una vez puesto en libertad, en 1918, para eludir el servicio militar embarcó con pasaporte falso para Argentina, donde continuó como sindicalista de la Federación Obrera Regional Argentina (FORA) y editor de su periódico anarquista La Protesta.
Después viajó a Alemania, para realizar estudios de medicina en Berlín, ciudad en cuyos círculos ácratas también se integró y donde conoció a su futura esposa Elise Kater. Representó a la FORA durante la formación de la anarcosindicalista Asociación Internacional de los Trabajadores en Berlín en 1922. Interrumpió sus estudios en 1926 para dirigirse a México a fin de colaborar con la Confederación General de Trabajadores (CGT).
De regreso en la Argentina, continuó con su militancia anarquista dirigiendo con otro español, Emilio López Arango, el periódico La Protesta, para la que tradujo la biografía de Bakunin de Max Nettlau, y colaboró con la Federación Obrera Regional, de carácter anarquista. Enfrentado desde el primer momento con el golpe de Estado del general José Félix Uriburu (6 de septiembre de 1930), fue condenado a muerte por intento de sedición y perseguido por la policía, pero logró escapar a Montevideo. Al proclamarse la República en España, en 1931, se dirigió nuevamente allí; pero tras una corta estadía regresó a la Argentina, donde vivió en la clandestinidad continuando su militancia y escribiendo algunos libros teórico-doctrinales, hasta que a finales de 1933 retornó a España afincándose en Barcelona.
En Barcelona se integró a la Federación Anarquista Ibérica (FAI). Animó el grupo anarquista Nervio en 1934, fue secretario del Comité Peninsular de la FAI en 1935, redactor de Solidaridad Obrera, dirigió Tierra y Libertad y fundó Tiempos Nuevos. Al estallar el golpe de Estado de 1936 se hallaba en Barcelona, y en la noche del 18 al 19 de julio de 1936 se presentó con otros dirigentes ante Lluís Companys demandando la inmediata entrega de armas para los anarquistas; contribuyó a organizar el Comité Central de Milicias Antifascistas de Cataluña.
En agosto de 1936 encabezó una delegación de la FAI, organización que pretendía apoderarse de las reservas del Banco de España para consolidar la "revolución libertaria", que se reunió en Madrid con Giral y Azaña. Abad de Santillán exigió, en forma de ultimátum, el traslado inmediato de los depósitos de oro a Barcelona, demandas que fueron rechazadas. Semanas después, el presidente Companys avisaría al Gobierno de Largo Caballero de los planes de la FAI de asaltar el Banco de España, hecho que también se tuvo en cuenta a la hora de trasladar las reservas de Madrid a un lugar más seguro.
Entre diciembre de 1936 y abril de 1937 fue miembro del gobierno catalán con el cargo de consejero de economía de la Generalidad de Cataluña.
Fue excepcionalmente crítico con el gobierno y la persona de Juan Negrín, denunciando continuamente los crímenes cometidos por las checas y el PCE. Como director de la revista Timón afirmó que «desde febrero a mayo de 1937 cayeron asesinados en Madrid y sus alrededores por (...) las checas organizadas por los rusos más de ochenta cenetistas. El 7 de enero de 1938 denunciaba Solidaridad Obrera de Barcelona que en Mora de Toledo habían sido asesinadas sesenta personas, hombres y mujeres que pertenecían a la CNT y que no habían cometido más delito que el de contestar a los comunistas y sus métodos de terror y de sangre.
Otra muestra es la siguiente:

Un buen día se recibe en las brigadas pertenecientes al XXIII Cuerpo de Ejército (de mando comunista) una orden de éste para que cada brigada mandase un pelotón o escuadra de gente probada como antifascista. Así se hace y se le dan instrucciones completas para que marchen a Turón, pueblecito de la Alpujarra granadina. Se les dice que hay que eliminar a fascistas para el bien de la causa. Llegan a Turón los designados y matan a 80 personas, entre las cuales la mayoría no tenían absolutamente por qué sufrir esa pena, pues no era desafecta y mucho menos peligrosa, dándose el caso de que los elementos de la CNT, del partido socialista y de otros sectores mataron a compañeros de sus propias organizaciones, ignorando que eran tales y creyendo que obraban en justicia, como les habían indicado sus superiores. También hay casos de violación de las hijas (que se ofrecían) para evitar que sus padres fuesen asesinados. Y lo más repugnante fue la forma de llevar a cabo dichos actos, en pleno día y ante todo el mundo, pasando una ola de terror trágico por toda aquella comarca. Se estaba construyendo una carretera y los muertos fueron enterrados en la zanja de la misma carretera.
Diego Abad de Santillán (1940): Por qué perdimos la guerra. Buenos Aires, pág. 288

En abril de 1938 se unió al Comité Nacional del Frente Popular Antifascista, surgido del pacto entre los sindicatos UGT y CNT.
A consecuencias de la derrota de la República, en 1939 regresó a la Argentina, donde vivió semiclandestinamente, fundó varias editoriales, escribió numerosos trabajos incluyendo análisis críticos del movimiento obrero y el peronismo, y editó la Gran Enciclopedia Argentina.
En 1977, tras la muerte del dictador Franco, regresó a España y residió en Madrid y en Barcelona. Fue acusado por los sectores de la ortodoxia anarquista en el exilio francés de participar en la reconstrucción de la CNT a las órdenes del ministro franquista Martín Villa. A su regreso a España renunció a la paga de jubilación como exconsejero de economía de la Generalidad de Cataluña en el periodo de la Guerra Civil. Falleció en la residencia de ancianos de los Hogares Mundet del barrio de Horta de Barcelona. Siguiendo su voluntad, sus cenizas se esparcieron por su localidad de nacimiento, Reyero.
Su hijo fue el director de cine y guionista Diego Santillán.

## Pensamiento e ideas

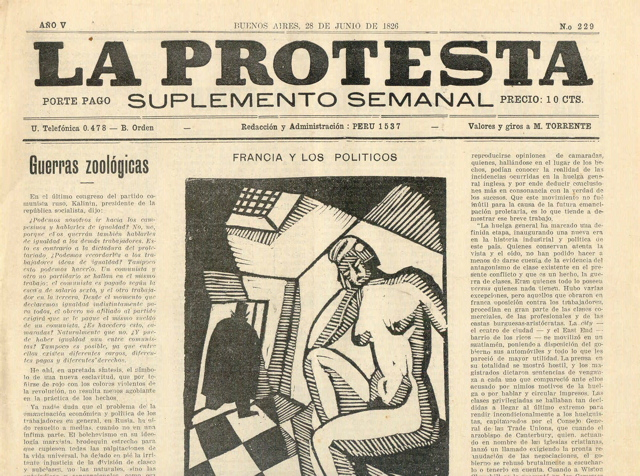
Ejemplar del periódico La Protesta, n.º 220, de junio de 1926.

El aporte teórico de Diego Abad de Santillán durante los años veinte se ha centrado en la articulación entre el sindicalismo y las ideas anarquistas. Se distancia de la neutralidad e independencia de la organización sindical propugnada por Ángel Pestaña en España, como de la idealización del movimiento obrero malatestiana. Sostenía que el sindicato tenía que tener una definición ideológica, es decir, anarquista, sin dejar de reconocer a otros sindicatos de definición diferente. Inspirado en el programa de la Alianza de Bakunin, defendía el papel de una minoría consciente presente en los sindicatos, capaz de ser los primeros en las luchas, en la defensa de los intereses de la colectividad, a fin de arrastrar a los demás con su ejemplo y darle una orientación anarquista a los obreros.
En los años treinta se abocará a teorizar sobre la organización económica de la revolución, inspirado por el consejismo de Anton Pannekoek, entre otros. En parte, sus ideas pudieron ponerse en práctica durante el proceso de colectivización durante la Revolución Española y fueron formuladas en su obra El organismo económico de la revolución.

## Obras
Algunas de las obras destacadas de Abad de Santillán son:
- Ricardo Flores Magón; el apóstol de la revolución social Mexicana. México: 1925. Reeditado en México: Antorcha, 1988.
- El anarquismo en el movimiento obrero (con E. López Arango). Barcelona: Cosmos, 1925.
- El movimiento anarquista en la Argentina. Desde sus comienzos hasta el año 1910. Buenos Aires: Argonauta, 1930
- La bancarrota del sistema económico y político del capitalismo, 1932.
- La FORA: ideología y trayectoria del movimiento obrero revolucionario en la Argentina. Buenos Aires: Nervio, 1933
- Reconstrucción social: bases para una nueva edificación económica argentina, con Juan Lazarte, 1933
- Las cargas tributarias: apuntes sobre las finanzas estatales contemporáneas. Barcelona: Mundial, 1934
- El organismo económico de la revolución. Barcelona: 1936.
- After the revolution. Nueva York: Greenberg, 1937.
  - Edición facsimilar. Sídney: Jura Media, 1996.
- La revolución y la guerra de España. La Habana: 1938
- Bibliografía anarquista argentina. Barcelona: Timón, 1938.
- Por qué perdimos la guerra. Buenos Aires, 1940.[5][a]
  - Esplugues de Llobregat (Barcelona): Plaza y Janés, 1977. El texto fue llevado al cine por su hijo.
- El movimiento obrero. Anarquismo y socialismo. Buenos Aires: 1965.
- Historia argentina, enciclopedia en 5 volúmenes. Buenos Aires: 1965.
- Contribuciones a la historia del movimiento obrero español (1962 - 1971).
- La FORA. Ideología y trayectoria del movimiento obrero revolucionario en la Argentina (1933), revisada y ampliada por el autor en 1971.
- De Alfonso XII a Franco: apuntes de historia política de la España moderna. Buenos Aires: TEA, 1974
- Estrategia y táctica: ayer, hoy y mañana. Prólogo de Carlos Díaz. Madrid: Júcar, 1976.
- Historia de la revolución mexicana. México, D.F., 1976.
- Memorias 1897-1936. Barcelona: Planeta, 1977.
- Gran Enciclopedia de la Provincia de Santa Fe. Copyright by Ediar- Buenos Aires, 1967.Dos tomos.[6][7][8]